# 圧力容器

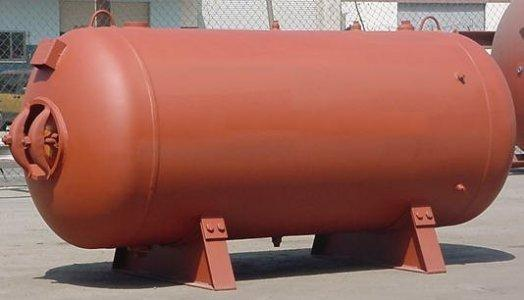
圧力容器

圧力容器（あつりょくようき、英語: pressure vessel）とは大気圧と異なる一定の圧力で気体や液体を貯留するように設計された容器である。
圧力容器の例としては以下のようなものがある。
- 潜水用ボンベ
- 再圧縮治療室（チャンバー）
- 石油精製設備や石油化学プラントの蒸留塔
- 原子炉圧力容器
- 宇宙船や潜水艦の室内
- 空気圧リザーバー
- 貯油槽
- 蒸気ボイラー
- LPGをはじめとしたガスボンベやガス貯留タンク

工業分野では、圧力容器は設計圧力、設計温度と呼ばれる特定の圧力や温度で安全に操作できるよう設計されている。圧力容器としての設計が不十分な容器を高圧で使用することは、極めて重大な危険を招くことになる。このため圧力容器の設計や保証に関しては、各国で様々な規格によって管理されている。例えば、北米におけるASMEのボイラーおよび圧力容器規格（BPVC）、EUにおける圧力機器指令（PED）、カナダのCSA B51、および日本の日本工業規格（JIS）などである。

## 労働安全衛生法令による区分
日本の労働安全衛生法令では、圧力容器は次の３つに分類される。

### ボイラー
ボイラーを簡単に説明すると、次の３つを要件を満たすものがボイラーである。
- 火気等の熱源がある事。
- 蒸気又は温水（熱媒)を作成する。
- 他に供給するものである。

- 労働安全衛生法では、労働安全衛生法施行令第一条第三号
  - 三 　ボイラー　蒸気ボイラー及び温水ボイラーのうち、次に掲げるボイラー以外のものをいう。
    - イ　ゲージ圧力0.1メガパスカル以下で使用する蒸気ボイラーで、厚生労働省令で定めるところにより算定した伝熱面積（以下「伝熱面積」という。）が0.5平方メートル以下のもの又は胴の内径が二百ミリメートル以下で、かつ、その長さが四百ミリメートル以下のもの
    - ロ　ゲージ圧力0.3メガパスカル以下で使用する蒸気ボイラーで、内容積が0.0003立方メートル以下のもの
    - ハ　伝熱面積が2平方メートル以下の蒸気ボイラーで、大気に開放した内径が25ミリメートル以上の蒸気管を取り付けたもの又はゲージ圧力0.05メガパスカル以下で、かつ、内径が25ミリメートル以上のＵ形立管を蒸気部に取り付けたもの
    - ニ　ゲージ圧力0.1メガパスカル以下の温水ボイラーで、伝熱面積が4平方メートル以下のもの
    - ホ　ゲージ圧力1メガパスカル以下で使用する貫流ボイラー（管寄せの内径が150ミリメートルを超える多管式のものを除く。）で、伝熱面積が5平方メートル以下のもの（気水分離器を有するものにあつては、当該気水分離器の内径が200ミリメートル以下で、かつ、その内容積が0.02立方メートル以下のものに限る。）
    - ヘ　内容積が0.004立方メートル以下の貫流ボイラー（管寄せ及び気水分離器のいずれをも有しないものに限る。）で、その使用する最高のゲージ圧力をメガパスカルで表した数値と内容積を立方メートルで表した数値との積が0.02以下のもの

  - 四 　小型ボイラー　ボイラーのうち、次に掲げるボイラーをいう。
    - イ　ゲージ圧力0.1メガパスカル以下で使用する蒸気ボイラーで、伝熱面積が1平方メートル以下のもの又は胴の内径が300ミリメートル以下で、かつ、その長さが600ミリメートル以下のもの
    - ロ　伝熱面積が3.5平方メートル以下の蒸気ボイラーで、大気に開放した内径が25ミリメートル以上の蒸気管を取り付けたもの又はゲージ圧力0.05メガパスカル以下で、かつ、内径が25ミリメートル以上のＵ形立管を蒸気部に取り付けたもの
    - ハ　ゲージ圧力0.1メガパスカル以下の温水ボイラーで、伝熱面積が8平方メートル以下のもの
    - ニ　ゲージ圧力0.2メガパスカル以下の温水ボイラーで、伝熱面積が2平方メートル以下のもの
    - ホ　ゲージ圧力1メガパスカル以下で使用する貫流ボイラー（管寄せの内径が150ミリメートルを超える多管式のものを除く。）で、伝熱面積が10平方メートル以下のもの（気水分離器を有するものにあつては、当該気水分離器の内径が300ミリメートル以下で、かつ、その内容積が0.07立方メートル以下のものに限る。）

と言うのがボイラーの規格である。

### 第一種圧力容器
第一種圧力容器とは、
- 労働安全衛生法では労働安全衛生法施行令第一条第五号にて規定している。
  - 五 　第一種圧力容器　次に掲げる容器（ゲージ圧力0.1メガパスカル以下で使用する容器で、内容積が0・04立方メートル以下のもの又は胴の内径が200ミリメートル以下で、かつ、その長さが1,000ミリメートル以下のもの及びその使用する最高のゲージ圧力をメガパスカルで表した数値と内容積を立方メートルで表した数値との積が0.004以下の容器を除く。）をいう。
    - イ　蒸気その他の熱媒を受け入れ、又は蒸気を発生させて固体又は液体を加熱する容器で、容器内の圧力が大気圧を超えるもの（ロ又はハに掲げる容器を除く。）
    - ロ　容器内における化学反応、原子核反応その他の反応によつて蒸気が発生する容器で、容器内の圧力が大気圧を超えるもの
    - ハ　容器内の液体の成分を分離するため、当該液体を加熱し、その蒸気を発生させる容器で、容器内の圧力が大気圧を超えるもの
    - ニ　イからハまでに掲げる容器のほか、大気圧における沸点を超える温度の液体をその内部に保有する容器

  - 六 　小型圧力容器　第一種圧力容器のうち、次に掲げる容器をいう。
    - イ　ゲージ圧力0.1メガパスカル以下で使用する容器で、内容積が0.2立方メートル以下のもの又は胴の内径が五百ミリメートル以下で、かつ、その長さが千ミリメートル以下のもの
    - ロ　その使用する最高のゲージ圧力をメガパスカルで表した数値と内容積を立方メートルで表した数値との積が0.02以下の容器

例としては、原子炉圧力容器・アキュムレータ・熱交換器・化学プラントなどが該当する。

### 第二種圧力容器
- 労働安全衛生法では労働安全衛生法施行令第一条第五号にて規定している。
  - 七 　第二種圧力容器　ゲージ圧力〇・二メガパスカル以上の気体をその内部に保有する容器（第一種圧力容器を除く。）のうち、次に掲げる容器をいう。
    - イ　内容積が〇・〇四立方メートル以上の容器
    - ロ　胴の内径が二百ミリメートル以上で、かつ、その長さが千ミリメートル以上の容器

例としては、ボンベ・ガスタンクなどが該当する。